# Cowan-Kleintenrek
Der Cowan-Kleintenrek (Microgale cowani), teilweise auch Cowan-Kleintanrek, ist eine Säugetierart aus der Gattung der Kleintenreks innerhalb der Familie der Tenreks. Er repräsentiert einen mittelgroßen Gattungsvertreter, der wie seine Verwandten einen spindelförmigen Körper, kräftige Gliedmaßen und einen langschmalen, spitzschnauzigen Kopf aufweist. Der Schwanz wird etwas kürzer als der restliche Körper, auffallend ist die dunkle Fellfärbung. Die Tiere kommen im östlichen Madagaskar vor, wo sie weit in den mittleren und höheren Gebirgslagen verbreitet sind. Sie bewohnen tropische Regenwälder, sind aber auch in offeneren Landschaften und in stärker durch den Menschen überprägten Regionen anzutreffen. Insgesamt lebt der Cowan-Kleintenrek sehr versteckt, über sein genaues Verhalten liegen daher nur wenige Informationen vor. Er ist bodenbewohnend, ernährt sich von Wirbellosen und legt Nester aus Pflanzenmaterial an. Die Art erhielt im Jahr 1882 ihre Erstbeschreibung, teilweise wurden ihr im Laufe der Zeit mehrere andere Vertreter der Kleintenreks beigeordnet. Der Bestand ist momentan ungefährdet.

## Merkmale

### Habitus
Der Cowan-Kleintenrek gehört zu den mittelgroßen Vertretern seiner Gattung. Im äußerlichen Erscheinungsbild ähnelt er dem Dunklen Kleintenrek (Microgale jobihely) und dem Taiva-Kleintenrek (Microgale taiva), in den Ausmaßen steht er vermittelnd zwischen dem kleineren ersteren und dem größeren letzteren. Gemäß der Untersuchung von sechs Individuen aus dem Andringitra-Gebirge im Südosten von Madagaskar beträgt die Gesamtlänge 14,3 bis 15,6 cm. Diese verteilt sich auf eine Kopf-Rumpf-Länge von 7,6 bis 9,5 cm und eine Schwanzlänge von 6,1 bis 7,1 cm. Das Körpergewicht wird mit 11,0 bis 15,5 g angegeben. Weitere 14 vermessene Tiere aus dem weiter südöstlich gelegenen Anosyenne-Gebirge wiesen eine Körperlänge von 6,6 bis 7,9 cm, eine Schwanzlänge von 6,0 bis 6,9 cm und ein Gewicht von 12,0 bis 15,5 g auf. Für rund zwei Dutzend Individuen von Anjanaharibe- und vom Marojejy-Massiv im Nordosten der Insel liegen die entsprechenden Werte bei 7,2 bis 8,7 cm, bei 6,0 bis 7,5 cm und bei 11,5 bis 16,5 g. Generell wird der Cowan-Kleintenrek wie die anderen Gattungsangehörigen auch durch einen spindelförmigen Körper mit kurzen und kräftigen Gliedmaßen sowie durch einen langschmalen, vorn spitz zulaufenden Kopf charakterisiert. Der Schwanz erreicht in etwa die Länge des übrigen Körpers oder ist etwas kürzer. Die Ohren  messen 12 bis 17 mm in der Länge. Das Fell hat allgemein eine dunkelbraune Farbgebung, am Rücken ist es stärker gesprenkelt. Die Einzelhaare haben hier graue Basen und gemischt gelblich bis rötlich braune Spitzen. Die Seiten sind weniger stark gesprenkelt und wirken dadurch dunkler. Zum heller gefärbten, gelblich oder rötlich braun getönten Fell der Unterseite besteht hier ein scharfer Umbruch. Der schuppige Schwanz ist dicht behaart, so dass die Schuppen teilweise unter dem Fell verborgen bleiben. Die Haare hier erreichen eine Länge von etwa 2,5 bis 3 Schuppenreihen. Insgesamt ist der Schwanz zweifarbig mit einer dunkelbraunen Ober- und einer gelblich-rötlich braunen Unterseite, wie auch am restlichen Körper ist der Übergang an den Seiten scharf markiert. Hände und Füße verfügen über je fünf, krallenbewehrte Strahlen, an den jeweiligen Enden der Finger und Zehen wachsen dichte Haarbüschel. Ebenso sind die Seiten der Hände und Füße auffällig mit Haaren bedeckt. Die Oberseite des Fußes ist braun, die Unterseite dunkelgrau gefärbt. Die Länge des Hinterfußes variiert zwischen 15 und 18 mm. Weibchen besitzen ein Paar Zitzen in der Brust- und zwei Paare in der Leistengegend. Es sind aber auch Individuen bekannt, wo ein Paar Zitzen in der Bauch- und zwei Paare in der Leistengegend oder umgekehrt bestehen.

### Schädel- und Gebissmerkmale
Der Schädel ist moderat groß. Seine größte Länge beträgt 21,4 bis 23,7 mm, seine größte Breite am Hirnschädel gemessen liegt bei 9,8 bis 10,7 mm. Im Bereich der Jochbögen, die wie bei allen Kleintenreks unvollständig ausgebildet sind, misst der Schädel 8,9 bis 9,5 mm in der Breite. Das Rostrum ist allgemein gestreckt, die Nasenbeine sind verlängert und reichen nach hinten bis in die Zwischenaugenregion. Der hintere Schädel hat einen kurzen und breiten Bau, das Hinterhauptsbein ist groß. Im Vergleich zu den leicht gestauchten Scheitelbeinen wirkt das Stirnbein ebenfalls gestreckt. Das Gebiss besteht aus 40 Zähnen mit folgender Zahnformel: {\displaystyle {\frac {3.1.3.3}{3.1.3.3}}}. Im oberen Gebiss sind vom ersten Schneidezahn bis zum zweiten Prämolaren (P3) kurze Diastemata ausgebildet, in der unteren Zahnreihe bestehen Zahnlücken beidseitig des Eckzahns und des ersten Prämolaren (P2). Die zusätzlichen Höckerchen auf der Zahnkrone des oberen Eckzahns und des ersten Prämolaren sind im Vergleich zum Dunklen Kleintenrek gut entwickelt, wenn auch nicht so deutlich wie beim Taiva-Kleintenrek. Die Molaren zeigen kaum Unterschiede zu anderen Kleintenreks. Sie weisen ein zalambdodontes Kauflächenmuster mit drei Haupthöckerchen auf. Der obere hintere Mahlzahn ist in seiner Größe reduziert, der untere weist im Gegensatz zum Taiva-Kleintenrek ein vollständiges Talonid auf, einen tiefliegenden Vorsprung auf der Kaufläche auf. Die Länge der oberen Zahnreihe schwankt zwischen 10,4 und 11,9 mm.

## Verbreitung

Verbreitungsgebiet des Cowan-Kleintenreks

Der Cowan-Kleintenrek kommt endemisch in Madagaskar vor, wo er in einem mehr oder weniger breiten Streifen die östlichen Landesteile besiedelt. Bedeutende Fundpunkte im Nordosten des Inselstaates befinden sich unter anderem in der Montagne d’Ambre in der Provinz Antsiranana gelegen und am Tsaratanana-Massiv in der Provinz Mahajanga. Herausragend ist auch eine Region, die ebenfalls in der Provinz Antsiranana liegt und die Massive von Anjanaharibe und Marojejy sowie das die beiden verbindende Waldgebiet von Ambolokopatrika beziehungsweise das weiter südlich gelegene Waldgebiet von Tsaranano und die Halbinsel Masoala einschließt. Im zentral-östlichen Bereich wurde die Art unter anderem in den Waldgebieten von Ambatovy-Analamay-Torotorofotsy und von Analamazaotra in der Provinz Toamasina nachgewiesen, darüber hinaus auch im Waldkorridor von Anjozorobe-Angavo im Grenzgebiet der Provinzen Toamasina und Antananarivo. Zu den weiter südlich gelegenen Verbreitungsschwerpunkten zählen unter anderem die Waldregionen von Ankazomivady und von Ranomafana sowie das Andringitra-Gebirge in der Provinz Fianarantsoa und das Anosyenne-Gebirge in der Provinz Toliara. Außerhalb und westlich dieses zusammenhängenden Verbreitungsgebietes sind noch Vorkommen im zentralen Hochland bei Ambohitantely nördlich sowie bei Tsinjoarivo und am Ankaratra-Massiv südlich beziehungsweise südwestlich von Antananarivo in der gleichnamigen Provinz bekannt. Außerdem wurde noch von Tieren im westlichen Madagaskar bei Ambohijanahary im nördlichsten Abschnitt der Provinz Toliara berichtet. Die Höhenverbreitung reicht von 810 bis zu den höheren 2450 m, was den mittleren und höheren Gebirgslagen entspricht. Der Cowan-Kleintenrek bevorzugt tropische Regenwälder, er kommt aber auch an Waldrändern, in anthropogenen Graslandschaften, auf Kiefernplantagen oder in stark überprägten Arealen wie Ackerland vor. In einzelnen Gebieten entfernten sich Tiere bis zu 450 m vom nächsten Wald. Dadurch gilt der Cowan-Kleintenrek als extrem anpassungsfähig an unterschiedliche Habitate. Lokal kann die Art relativ häufig auftreten, in Regionen, wo sie sympatrisch mit anderen Vertretern der Gattung Microgale auftritt, erreicht die Populationsgröße mitunter 25 bis 50 % der örtlichen Kleintenrek-Gemeinschaft.

## Lebensweise

### Territorialverhalten
Über die Lebensweise des Cowan-Kleintenreks liegen nur wenige Informationen vor. Er ist hauptsächlich bodenbewohnend und klettert nicht in Bäumen, einige anatomische Merkmale im Schulter- und Oberarmbreich verweisen jedoch auf eine gewisse Befähigung zum Graben. Allgemein leben die Tiere sehr versteckt und verbergen sich unter Blätterabfall oder ähnlichem mit dem Körper auf dem Boden gepresst. Als Komfortverhalten ist eine Art „Gesichtwaschen“ belegt, in dem sie sich auf die Hinterbeine setzen und mit den Pfoten beider Vorderfüße von den Ohren abwärts bis zur Nase reiben. Dabei halten sie vor allem in der Schlussphase dieses Reibens das Maul offen. Außerdem ist bekannt, dass der Cowan-Kleintenrek Nester aus Pflanzenmaterial anlegt.

### Ernährung
Die Ernährung des Cowan-Kleintenreks basiert auf Wirbellosen, in Gefangenschaft gehaltene Tiere verzehrten überwiegend Regenwürmer und Heuschrecken, gelegentlich aber auch Jungfrösche. Die prinzipiell fleischfresserische Ernährungsweise wurde auch bei Isotopenuntersuchungen von Tieren aus dem Waldgebiet von Tsinjoarivo bestätigt. Die Körpertemperatur liegt bei variierenden Außentemperaturen von 28 bis 33 °C bei durchschnittlich 33,2 °C. Sie ist deutlich stabiler als bei anderen Vertretern der Tenreks. Die Stoffwechselrate beträgt im Ruhezustand 138 % des zu erwartenden Wertes eines etwa gleich großen Säugetiers. In Phasen stärkerer Beanspruchung wie während der Reproduktionsphase steigt sie deutlich an und bewegt sich dann bis zu 137 % über den Normwerten.

### Fortpflanzung
Das Fortpflanzungsverhalten wurde bisher ebenfalls kaum untersucht, Beobachtungen trächtiger Weibchen erfolgten im Zeitraum Oktober bis November etwa im Anosyenne-Gebirge und am Marojejy-Massiv. Diese trugen jeweils einen oder zwei Embryos je Eileiter, die Länge der Embryos variierte von 13 bis 21 mm. Ein Wurf in menschlicher Obhut konnte Ende der 1980er Jahre beobachtet werden. Das Weibchen nahm während der Trächtigkeit massiv an Körpergewicht zu und wog zwei Tage vor der Geburt 15,8 g gegenüber 10,3 g nach dem Wurf. Es kamen drei Jungtiere zur Welt, die Neugeborenen hatten, typisch für Tenreks, eine nackte Haut sowie geschlossene Ohren und Augen, das Geburtsgewicht lag bei 2,5 g. Der Nachwuchs überlebte aber nicht lange, da das Muttertier diesen nach einer äußeren Störung tötete. Die natürliche Lebenserwartung ist unbekannt, ein Tier befand sich in den 1960er Jahren mehr als ein Jahr in menschlicher Gefangenschaft.

### Fressfeinde und Parasiten
Zu den Fressfeinden des Cowan-Kleintenreks zählt unter anderem die Frettkatze. Deren Beute besteht laut Untersuchung von Kotresten aus dem Andringitra-Gebirge rund zur Hälfte aus Individuen der Kleintenrekart, die wiederum insgesamt gut 14 % der vertilgten Biomasse ausmachen. Weitere Beutegreifer bilden die Fanaloka und die Malegasseneule. Zur Verteidigung wenden die Tiere zumeist Bisse an. Bisher dokumentierte äußere Parasiten sind Flöhe der Gattungen Paractenopsyllus und Synopsyllus sowie Zecken der Gattung Ixodes, als innerer Parasit wurde der Einzeller Eimeria identifiziert.

## Systematik
Der Cowan-Kleintenrek ist eine Art aus der Gattung der Kleintenreks (Microgale) innerhalb der Familie der Tenreks (Tenrecidae). Die Kleintenreks bilden zudem ein Mitglied der Unterfamilie der Reistenreks (Oryzorictinae), in der zusätzlich noch die Reiswühler (Oryzorictes) und die Vertreter der Gattung Nesogale stehen. Außerdem stellen sie mit mehr als 20 Arten das formenreichste Mitglied der Tenreks dar. Aufgrund einiger morphologischer Merkmale werden sie als eher ursprünglich innerhalb der Familie eingestuft. Die Gattung formte sich laut molekulargenetischen Analysen bereits im Unteren Miozän vor etwa 16,8 Millionen Jahren heraus und diversifizierte sich in der Folgezeit sehr stark. Die heutigen Vertreter zeigen Anpassungen an verschiedene Lebensweisen, so kommen teils unterirdisch grabende, oberirdisch lebende beziehungsweise baumkletternde und wasserbewohnende Formen vor. Der Großteil der Kleintenreks ist in den feuchten Wäldern des östlichen Madagaskars verbreitet, einige wenige Arten haben dagegen auch die trockeneren Landschaften des westlichen Inselteils erschlossen. Die einzelnen Angehörigen der Kleintenreks können sowohl morphologisch als auch genetisch verschiedenen Verwandtschaftsgruppen zugeordnet werden. Der Cowan-Kleintenrek galt dabei ursprünglich als mit dem Thomas-Kleintenrek (Microgale thomasi) und dem Zwergkleintenrek (Microgale parvula) näher verwandt. Die genetischen Daten unterstützen zwar die nähere Beziehung zum Thomas-Kleintenrek, nicht aber die zum Zwergkleintenrek. Sie gruppieren vielmehr den Cowan-Kleintenrek als Schwestertaxon zum Dunklen Kleintenrek (Microgale jobihely), während der Thomas-Kleintenrek wiederum die Außengruppe bildet.
Die wissenschaftliche Erstbeschreibung des Cowan-Kleintenreks stammt von Oldfield Thomas, er verfasste sie im Jahr 1882. Thomas benutzte dafür vier Individuen aus dem Waldgebiet von Ankafina, einem etwa 1600 m hohen Berg rund 10 km südlich von Ambohimahasoa. Das Gebiet stellt die Typusregion der Art dar. Weitere vier Individuen erwähnte Thomas nur kurz, alle acht Tiere waren im Zeitraum Februar/März des Jahres 1880 von W. Deans Cowan aufgesammelt worden, ihm zu Ehren vergab Thomas den Artnamen cowani. Der Holotyp besteht aus einem ausgewachsenen Weibchen von 7,6 cm Körper- und 6,4 cm Schwanzlänge.
Elf Jahre später stellte Alphonse Milne-Edwards einen weiteren Vertreter der Kleintenreks vor, der möglicherweise aus der Nähe von Antananarivo (environs de Tananarive) stammte. Milne-Edwards erkannte im äußerlichen Bau deutliche maulwurfartige Züge, die sich in dem kurzen Schwanz, den kurzen Ohren und den großen Füßen ausdrückten. Letzteres verleitete ihn, den Artnamen Microgale crassipes zu vergeben. Charles Immanuel Forsyth Major beschrieb im Jahr 1896 ein Tier, dem er aufgrund des birnenförmigen Schädels mit langer und graziler Schnauze die Bezeichnung Microgale longirostris gab. Das damals einzige bekannte Individuum war zusammen mit Angehörigen des Thomas-Kleintenreks im Waldgebiet von Ampitambè aufgesammelt worden, einer Region mit heute nicht genau geklärter geographischer Lage. Während sich Henri Heim de Balsac 1972 über die Eigenständigkeit einer der beiden oder beider Arten nicht sicher war, vereinte Ross D. E. MacPhee diese 1987 in seiner generellen Revision der Kleintenreks mit dem Cowan-Kleintenrek. Gleichfalls gilt Microgale nigrescens als Synonym für den Cowan-Kleintenrek. Der Name geht auf Daniel Giraud Elliot zurück, der 1905 ein einzelnes, von Major 1896 aufgesammeltes Tier aus Ambohimanana im zentralen Madagaskar aufgrund seiner sehr dunklen Farbgebung als eigenständige Unterart des Cowan-Kleintenreks einstufte. Bereits 1918 hatte Oldfield Thomas über eine Gleichsetzung von zumindest Microgale longirostris und Microgale nigrescens mit Microgale crassipes nachgedacht, wohingegen sowohl Guillaume Grandidier 1934 als auch Terence Morison Scott 1948 vermuteten, dass die drei Formen identisch mit dem Cowan-Kleintenrek sind.
MacPhee vereinte in seiner Revision 1987 aber auch den Taiva-Kleintenrek (Microgale taiva) und den Drouhard-Kleintenrek (Microgale drouhardi, beziehungsweise dessen Synonym Microgale melanorrhachis) mit dem Cowan-Kleintenrek, wodurch letzterer zu dem damaligen Zeitpunkt der am weitesten verbreitete Vertreter der Kleintenreks war. In der Mitte der 1990er Jahre in der Folge einer mehrjährigen intensiven Erforschung zur biologischen Vielfalt Madagaskars wurden beide Formen aber wieder als eigenständig anerkannt, da sich bei den Feldstudien genügend Unterscheidungsmerkmale herausstellten. Teilweise überlegte MacPhee auch, den Thomas-Kleintenrek in den Cowan-Kleintenrek einzugliedern, neben einzelnen morphologischen und morphometrischen Abweichungen zeigten spätere cytogenetische Untersuchungen, dass sich die beiden Arten aber erheblich in ihrem Chromosomensatz unterscheiden, da ersterer 56, letzterer 38 Paare besitzt. Unklar ist der Status von Microgale longirostris, da einige Forscher nach Untersuchungen im zentralen Madagaskar die Form als unabhängige Art betrachten. Diese unterscheidet sich unter anderem in ihrer auffallenden allgemeinen Größe, der Länge der Schnauze und des Hinterfußes und in einigen Verhaltensmustern wie den stärkeren taktilen Einsatz der Nase bei der Nahrungssuche im Blätterabfall oder das Ausstoßen schriller Laute vom eigentlichen Cowan-Kleintenrek. Möglicherweise schließt letzterer verschiedene kryptische Arten ein. Darauf weisen auch genetische Studien hin, bei denen sich unter anderem Tiere aus höheren Lagen des Andringitra-Gebirges und des Ankaratra-Massivs von solchen aus niedrigeren deutlich in ihrem Haplotyp unterscheiden.

## Bedrohung und Schutz
Die IUCN listet den Cowan-Kleintenrek in der Kategorie „nicht bedroht“ (least concern). Begründet wird dies mit der weiten Verbreitung der Art und der dadurch angenommenen großen Population sowie mit der Befähigung der Tiere sich auch an überprägte Landschaften anzupassen. Größere Bedrohungen für den Bestand sind nicht bekannt. Der Cowan-Kleintenrek kommt in zahlreichen Schutzgebieten vor, bedeutend sind unter anderem der Nationalpark Montagne d’Ambre, der Nationalpark Marojejy, der Nationalpark Ranomafana, der Nationalpark Andasibe-Mantadia, der Nationalpark Andringitra und der Nationalpark Andohahela. Für den effektiven Schutz der Art sind Untersuchungen zu ihrer Biologie, Ökologie und zur Taxonomie notwendig.